# Atmos
Atmos è un personaggio dei fumetti pubblicati da DC Comics. È un supereroe nel futuro dell'Universo DC. Atmos fu il campione planetario di Xanthu, dove il governo gli fornì un quartier generale e un impianto di formazione.

## Biografia del personaggio
Continuity originale 
Atmos fu il campione del pianeta Xanthu. Quando il criminale Universo emanò un piano per conquistare il suo pianeta natale, la Terra, mise sotto controllo mentale e imprigionò su distanti pianeti la maggior parte dei Pianeti Uniti, Atmos incluso. Furono poi tutti liberati, grazie agli sforzi dei membri della Legione dei Super-Eroi Saturn Girl, Brainiac 5, Chameleon Boy e Dream Girl.
Durante l'assenza di Atmos da Xanthu, il governo planetario ordinò a Star Boy di dare le dimissioni dalla squadra per permettere ad Atmos di prendere il suo posto. Quindi, Atmos utilizzò i suoi poteri per affascinare e avere una relazione con la ragazza di Star Boy, Dream Girl. Alla fine, le sue manipolazioni furono scoperte.
Successivamente, venne catturato dal Dottor Silvana e fu usato come cavia per diversi esperimenti; alla fine grazie al trattamento ionizzante, i poteri di Atmos sono aumentati notevolmente.
Alcuni anni dopo, Atmos fu ucciso da B.I.O.N., un robot controllato dai Dominatori sviluppato dalla matrice di Computo creata da Brainiac. In realtà anziché morire, Atmos cade in una sorta di stato d'animazione sospesa, simile alla morte.
 Dopo Ora zero - Crisi nel tempo 
Marak Russen era un bambino, una star e un atleta famoso sul suo pianeta nativo, Xanthu. Fu soggetto dal governo del suo pianeta a numerosi esperimenti che lo tramutarono in un impianto nucleare vivente. Ora soprannominato "Atmos", Russen si unì alla squadra di super eroi del suo pianeta, gli "Uncanny Amazers di Xanthu", una controparte della più nota Legione dei Super Eroi. Insieme agli Amazers riuscì a resistere all'invasione di Xanthu da parte dell'alieno Blight, e dagli scagnozzi della macchina intelligente C.O.M.P.U.T.O. del pianeta Robotica.
 Dopo Crisi infinita 
Gli eventi della miniserie Crisi infinita ricostituirono un'analogia simile alla Legione della continuity pre-Crisi sulle Terre infinite, come visto nella storia "The Lightning Saga" comparsa in Justice League of America e in Justice Society of America, e nella storia "Superman e la Legione dei Super-Eroi" in Action Comics. Dato che Atmos fu introdotto dopo la pubblicazione di Crisi sulle Terre Infinite, non è chiaro se questo personaggio sarà reitrodotto.

## Poteri e abilità
Grazie al trattamento ionizzante del Dottor Silvana, Atmos è divenuto un essere potente. Dotato di forza, agilità e riflessi al pari di Aquaman e quasi a quelli di Shazam, nonché di una resistenza tale da risultare pressoché invulnerabile a qualsiasi cosa. Composto di pura energia ionica inoltre, Atomos non necessita di dormire, respirare o mangiare. Atmos è anche in grado di volare ed è in grado di alcune potenti forme di manipolazione.